# 1944 au Nouveau-Brunswick
Chronologie du Nouveau-Brunswick
- 1940
- 1941
- 1942
- 1943
- 1944
- 1945
- 1946
- 1947
- 1948

Cette page concerne des événements d'actualité qui se sont produits durant l'année 1944 dans la province canadienne du Nouveau-Brunswick.

## Événements
- Création du Refuge d'oiseaux de l'île Machias Seal
- Fondation de la radio CJEM-FM
- 28 août : 40e élection générale néo-brunswickoise

## Naissances
- 7 mai : Frank Richard Branch, enseignant et député.
- 12 juin : Lionel Gendron, évêque.
- 17 juillet : Paul-Émile Gallant, designer-inventeur et entrepreneur.
- 2 novembre : Paul McIntyre, sénateur.
- 5 décembre : Herb Breau, député et ministre.
- 12 décembre : Wayne Steeves, député et ministre.
- 21 décembre : Roland Beaulieu, commissaire industriel et député.

## Décès
- 14 mars : William Stewart Loggie, député.
- 19 mai : Benjamin Franklin Smith, député, ministre et sénateur.
- 24 juin : Allan Getchell McAvity, député.
- 27 juillet : Clifford William Robinson, premier ministre du Nouveau-Brunswick.
- 18 novembre : Onésiphore Turgeon, député et sénateur.